# Nasenpflaster

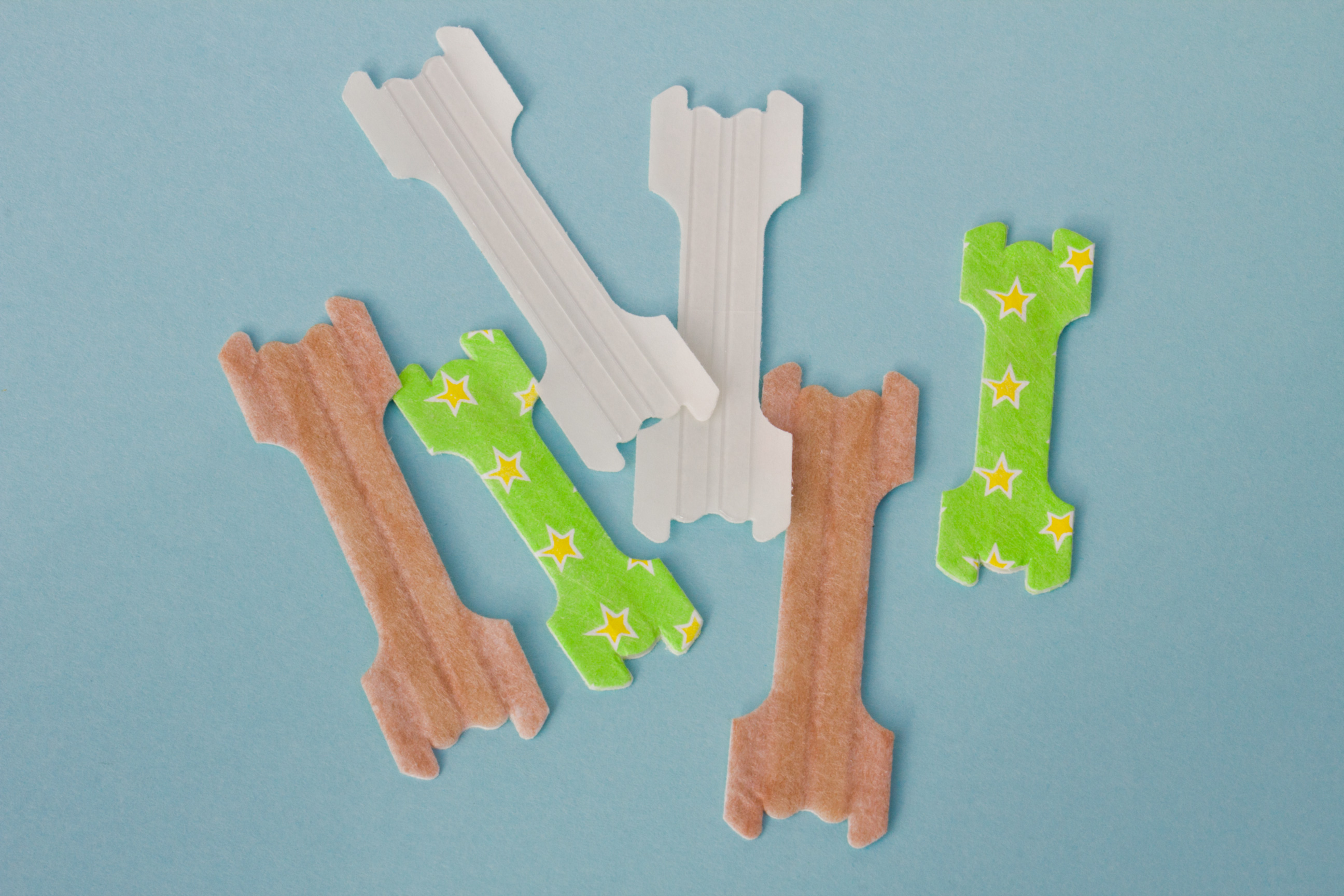
Nasenstrip

Nasenpflaster oder Nasenstreifen bestehen aus einem Streifen Heftpflaster, dessen Enden breit abgerundet sind. Zwischen den zwei Schichten, aus denen das Pflaster besteht, befinden sich dünne Kunststoffstreifen zur Versteifung des Pflasters. Das Nasenpflaster wird so über den Nasenrücken geklebt, dass die Nasenflügel durch die Biegung der Kunststoffverstärkungen leicht nach oben gezogen werden. Auf diese Weise soll die Nasenatmung erleichtert werden.
Das Nasenpflaster wurde Anfang der 1990er-Jahre in den Vereinigten Staaten entwickelt und heute vor allem durch die Firma GlaxoSmithKline unter dem Namen „Breath Right“ vermarktet. Nasenpflaster werden im Sport verwendet, um die körperliche Leistungsfähigkeit zu erhöhen. Diese Leistungssteigerung wurde aber in Tests bestritten. Sie kommen auch bei der Therapie von Allergien zum Einsatz, das Schnarchen soll wesentlich reduziert werden.

## Anwendung beim Menschen

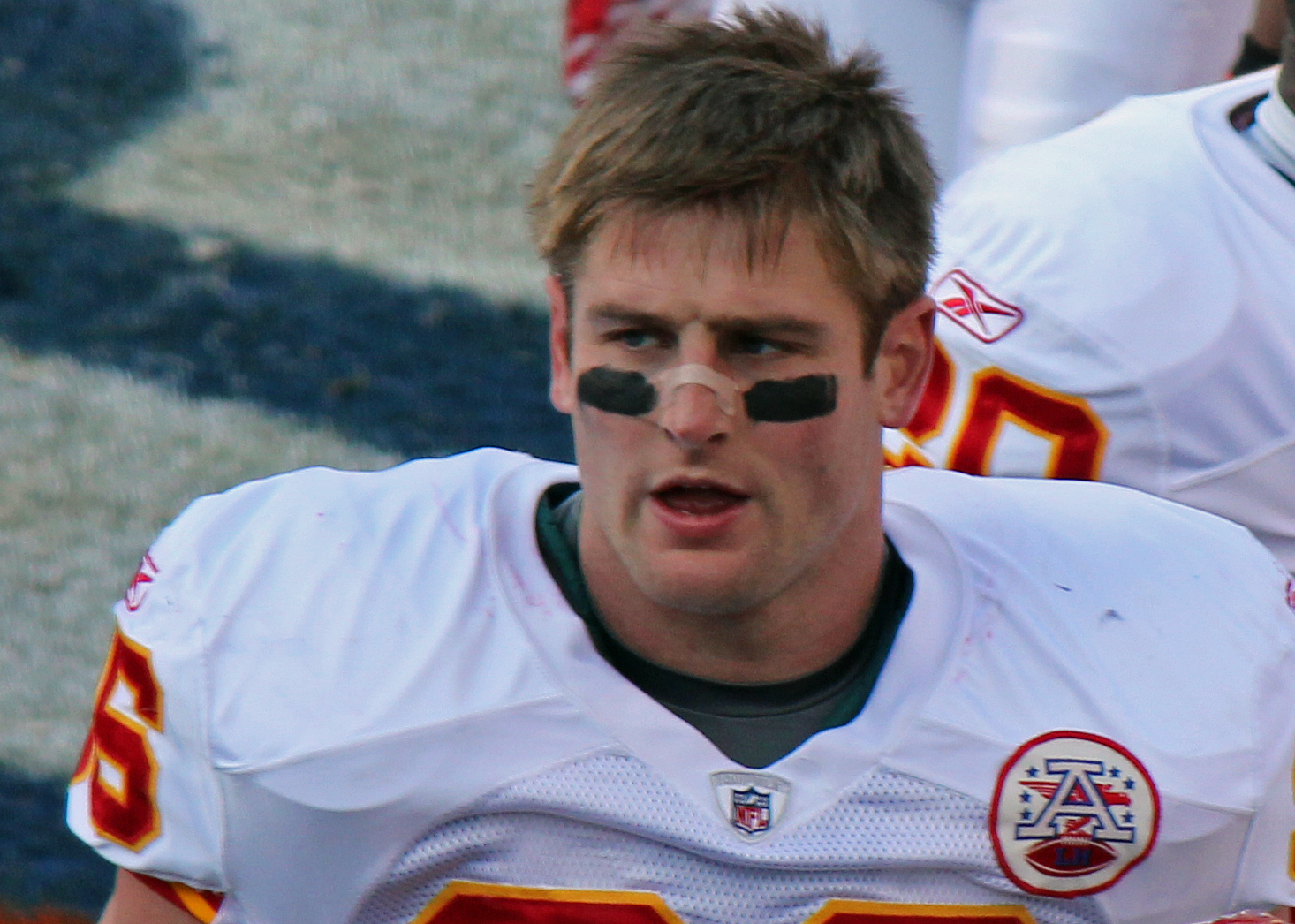
Ein American-Football-Spieler mit einem Nasenstreifen

Bei Menschen ist die Nasenhöhle der engste Teil der Atemwege, und bei hoher körperlicher Anstrengung verengt sich diese Passage durch einen Druckabfall. Nasenpflaster werden auf die Nasenflügel geklebt und sollen die Atemwege freihalten.
Sie bieten eine medikamentenfreie Methode, freie Atemwege zu erhalten, mit einem Produkt, das rezeptfrei erhältlich ist. Sie haben keine Nebenwirkungen, außer gelegentlich vorkommenden Hautreizungen durch den Klebstoff. Wenn sie richtig angewandt werden, können sie die Atemwege erweitern. Wissenschaftliche Studien haben aber gezeigt, dass ein leistungssteigernder Effekt nicht eindeutig nachweisbar ist.
Sie werden vor allem beim Sport eingesetzt, insbesondere wenn ein die Atmung durch den Mund behindernder Zahnschutz getragen wird. Sie können bei Schnupfen statt Nasentropfen oder -sprays eingesetzt werden, obwohl Verstopfungen meist weiter oberhalb auftreten. Sie reduzieren außerdem die Lautstärke beim Schnarchen.

## Anwendung bei Pferden

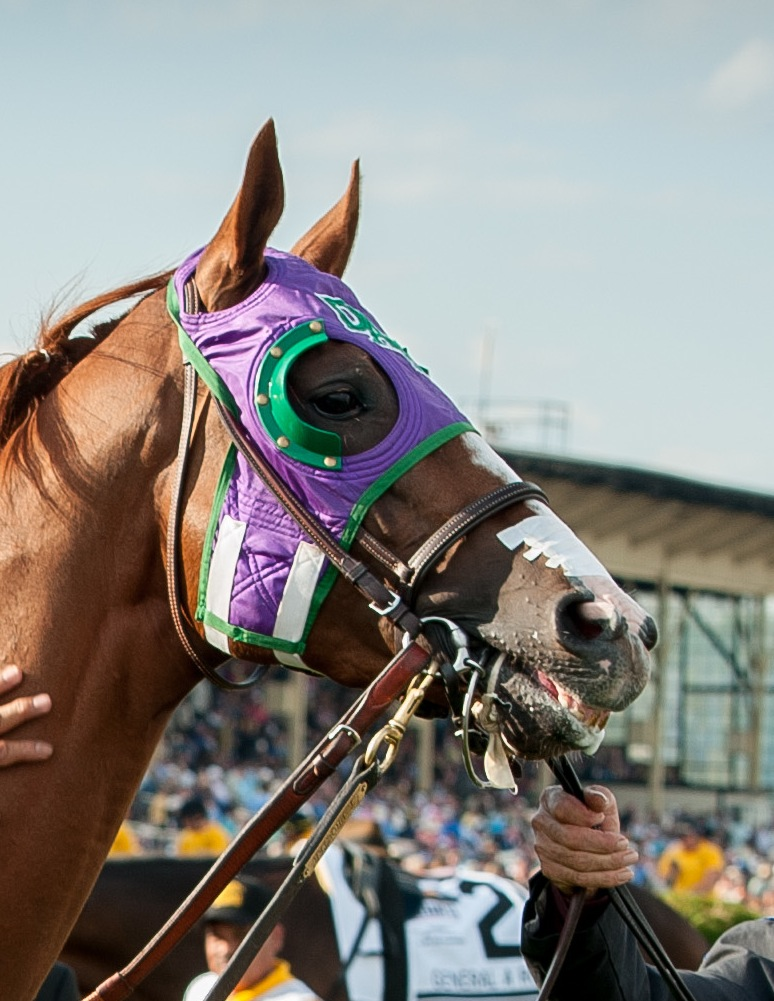
Pferd mit Nasenstreifen

Bei Pferden gelten sie als hilfreich, da diese nicht durch das Maul, sondern ausschließlich durch die Nase atmen können. Man vermutet, dass die Pflaster den Luftwiderstand minimieren und das Risiko einer Exercise Induced Pulmonary Hemorrhage vermindern sowie Ermüdung minimieren und die Erholung nach dem Rennen erleichtern.
Die Version für Pferde wurde durch zwei Tierärzte, James Chiapetta und Edward Blach, entwickelt. In den 1990er Jahren kamen sie vom beim Menschen eingesetzten Nasenstreifen inspiriert auf die Idee, ein ähnliches Produkt auch bei Pferden einzusetzen. Sie vereinbarten eine Lizenz mit CNS, dem damaligen Hersteller von „Breath Right“.